# 貢薩納馬縣
貢薩納馬縣（西班牙語：Cantón Gonzanamá），是厄瓜多爾的縣份，位於該國南部，由洛哈省負責管轄，面積693平方公里，海拔高度2,045米，2001年人口14,987，人口密度每平方公里21.63人。